# Bloc per Mallorca
Bloc per Mallorca (en idioma español: Bloque por Mallorca) fue una coalición electoral formada en las Islas Baleares por PSM - Entesa Nacionalista (PSM-EN), Iniciativa Verds y Esquerra Republicana de Catalunya en las Islas Baleares, para concurrir a las elecciones a los Consejos Insulares de Baleares y al Parlamento de las Islas Baleares por la circunscripción de Mallorca.
El nacimiento del Bloc per Mallorca se sitúa en la firma del acuerdo de coalición el 17 de noviembre de 2006 entre PSM-EN y EU-EV. El 21 de marzo de 2007 se integró a la coalición inicial Esquerra Republicana de Catalunya en las Islas Baleares. La ideología de la formación se basaba en la defensa de la justicia social, la soberanía política de las Islas Baleares y la protección del medio ambiente. El Bloc tenía su precedente en la coalición Progresistas por las Islas Baleares.
El candidato del Bloc per Mallorca a la presidencia del Gobierno de las Islas Baleares fue Gabriel Barceló (PSM - Entesa Nacionalista). El cabeza de lista del Bloc per Palma al Ayuntamiento de Palma fue Eberhard Grosske (Esquerra Unida de Mallorca) en tanto que en el Consejo Insular de Mallorca, la candidata del Bloc a la presidencia de la institución fue Joana Mascaró (PSM-EN). 
La lista autonómica del Bloc per Mallorca obtuvo, en las elecciones de 27 de mayo de 2007, 37.455 votos (9% del total) y 4 diputados en el Parlamento de las Islas Baleares, que se unieron al diputado conseguido por PSM-EV en Menorca para formar el grupo parlamentario Bloc per Mallorca i PSM-EV. La lista del Bloc al Consejo de Mallorca obtuvo 35.229 votos (10,54% del total) y 3 consejeros. El Bloc per Palma obtuvo 12.887 votos (9.08 % del total) y 2 concejales.
Tras las elecciones Bloc per Mallorca pactó con el PSIB-PSOE y con Unió Mallorquina para hacerse con la presidencia del gobierno de Baleares (con Francesc Antich de presidente), del Consejo Insular (con Francina Armengol de presidenta), y con la alcaldía de Palma (con Aina Calvo de alcaldesa).

## Elecciones autonómicas 2011
Ante la posibilidad de la reedición de la coalición de cara a las elecciones al Parlamento de las Islas Baleares de 2011, se descartó la incrusión en la misma de la federación balear de ERC dadas los fracasados contactos entre esta y el PSM-EN, debido a las desavenencias en el planteamiento del futuro de ambas formaciones. Mientras que ERC pretendía crear una nueva formación de izquierdas y nacionalistas con la unión de todos los partidos que se unieran, pero conservando éstos cierta autonomía propia dentro de la federación, el PSM-EN perseguía la disolución de ERC en Baleares y su integración en el partido a cambio de reconocer a ERC como su referente político en Cataluña. Asimismo también se tuvo en cuenta la exclusión por parte de ERC del PSM-EN de la candidatura Europa de los Pueblos - Verdes en las Elecciones al Parlamento Europeo de 2009 en detrimento de la escisión de esta, Entesa per Mallorca.
Asimismo en junio de 2010 dentro de Izquierda Unida de las Islas Baleares (EUIB) se produjeron importante movimientos que llevaron a la refundación del partido en Esquerra Alternativa i Verda y a la escisión de la corriente Esquerra XXI y la formación por parte de esta de Iniciativa d'Esquerres. El origen de esta división fue la intención por parte de Esquerra XXI de romper la relación federal con Izquierda Unida (IU) a nivel nacional en detrimento de una reedición del Bloc, frente a la postura oficial del partido de mantener la relación con IU. Igualmente, Iniciativa d'Esquerres afirmó su intención de proponer a Els Verds de Mallorca su integración en la nueva formación política de cara a la reedición del Bloc.
El 10 de junio de 2010 PSM-EN, EV e Iniciativa d'Esquerres anunciaron un principio de acuerdo entre ellas para concurrir juntos a las elecciones autonómicas y municipales de 2011; asimismo remarcaron las pocas posibilidades de ERC y de EAiE, la antigua EUIB, de unirse al proyecto.